# Danílovo (Vladímir)
|  | Per a altres significats, vegeu «Danílovo». |

Danílovo (en rus: Данилово) és un poble de l'óblast de Vladímir, a Rússia, segons el cens del 2010 tenia 55 habitants. Pertany al districte municipal de Mélenki.